# Maagd van Gent
Maagd van Gent is een buurtschap in de Nederlandse gemeente Sluis en de Belgische gemeente Sint-Laureins. De buurtschap ligt ten zuiden van Pyramide. Maagd van Gent bestaat uit een weg namelijk: Maagd van Gent. Over deze weg loopt de Nederlands-Belgische grens. De bebouwing ten noordoosten van die weg hoort bij Nederland, de rest hoort bij België. Ongeveer een derde van de buurtschap hoort bij Nederland. De buurtschap bestaat voornamelijk uit dijkhuisjes. De betreffende dijk is de Vrije Dijk die in 1664 werd aangelegd en de toen vastgestelde grens markeert.
Maagd van Gent dankt haar naam aan een gelijknamige herberg die hier ooit stond.
Deelgemeenten: Sint-Jan-in-Eremo · Sint-Laureins · Sint-Margriete · Waterland-Oudeman · Watervliet

Overige dorpen en gehuchten: Bentille · Boterhoek · Celie · Comer · Hondseinde · Maagd van Gent · Moershoofde · Moleke · Mollekot · Oudemanspolder · Veldzicht · Zonne

Belgische gemeenten · Arrondissement Eeklo · Oost-Vlaanderen · Vlaanderen
Steden: Aardenburg · IJzendijke · Oostburg · Sint Anna ter Muiden · Sluis

Dorpen: Breskens · Cadzand · Eede · Groede · Hoofdplaat · Nieuwvliet · Retranchement · Schoondijke · Sint Kruis · Waterlandkerkje · Zuidzande

Buurtschappen: Akkerput · Bakkersdam · Balhofstede · Biezen · Boerenhol · Braamhul · De Brabander · De Bracke · Cadzand-Bad · Cathelijneschans/Schans · Dam · De Dam · Draaibrug · Halve Maantje · Hans Vriezeschans · Het Eiland · Goedleven · Groeneboomgaard · Grootendam/De Hoogedam · Heille · Hoogendijk · Hoogeweg · Kapitalendam · Ketelaarstraat · Klakbaan · Klein-Brabant · Konijnenberg · Koninginnehaven · Kruisdijk · Kruishoofd · Maagdenberg · Maagd van Gent (deels) · Maaidijk · Marollenput · Moershoofde (deels) · Moleke (deels) · Molentje · Mollekot (deels) · De Munte · Nieuwesluis · Nieuwland · Nieuwvliet-Bad · Nolle · Nummer Een · Oostburgsche Brug · Oosthoek (deels) · Oudeland · Oudemenne · De Pas · Plankenpoortje · Plakkebord · De Platluis · Polderstraat/Steenoven · 't Poldertje · Ponte · Ponte-Avancé · Pyramide · Rijksweg · Ronduit · Roodenhoek · Sasput · Scherpbier · Sint Pieter · Slepershaven/Slapershaven · Slijkplaat · Slikkenburg · Sluissche Veer · Smedekensbrugge · Spitsbroek · Steenhoven · Steenoven · Stenen Heule · Stroopuit · Terhofstede · Ter-Moere · Tol (Schoondijke) · Tol (Waterlandkerkje) · De Tol · Tragel · Turkeye · Valeiskreek · Veldzicht · Veldzicht (deels) · De Verkorting · Verklikker · Vuilpan · Wafeldorp · Waterhoek · Waterloo · Zandertje · Het Zwindorp

Historische plaatsen: De Keizer · Oude Stad (Aardenburg) · Pannenhuis · Potjes

Zeeland: Steden en dorpen in Zeeland      Nederland: Provincies · Gemeenten